# Nuevo Estadio de La Victoria
Il Nuevo Estadio de la Victoria è uno stadio di Jaén in Andalusia, Spagna. È utilizzato prevalentemente per gli incontri di calcio della squadra Real Jaén e può contenere fino ad un massimo di 12.800 spettatori. Ha sostituito il vecchio impianto Estadio de La Victoria.